# المخازن
المخازن هي قرية تقع في بلدية العش ولاية برج بوعريريج الجزائر، وهي من أكبر القرى في المنطقة من حيث المساحة ومن حيث التعداد السكني سميت بالمخازن لكثرة مخازن القمح والشعير فيها وهي مخازن تحفر تحت الأرض وتبنى بطريقة ممتازة وتخفى عن الأنظار.